# David Crighton
David George Crighton (15 novembre 1942 – 12 avril 2000) est un mathématicien et physicien britannique,,,,.

## Biographie
Crighton est né dans la ville de Llandudno, au Pays de Galles. Sa mère, Violette Grace Garrison, y avait été envoyée en raison des bombardements de Londres pendant la Seconde Guerre mondiale. Il ne s'est intéressé aux mathématiques que lors de ses deux dernières années à la Watford Grammar School for Boys (en). Il est entré au St John's College, à Cambridge, en 1961, et a commencé à donner des conférences, à la Woolwich Polytechnic (aujourd'hui université de Greenwich) en 1964, après avoir obtenu seulement son diplôme de baccalauréat. Il obtient par la suite sa Maîtrise universitaire ès lettres et son doctorat.
Quelques années plus tard, il rencontre John Ffowcs Williams (en) et commence à travailler pour lui, à l'Imperial College London, tout en étudiant pour son doctorat dans la même institution. Il obtient son doctorat en 1968 avec une thèse intitulée Wave motion and vibration induced by turbulent flow. En 1974, il est nommé en tant que chercheur dans le département de l'ingénierie à l'université de Cambridge.
Cependant, il n'a jamais pris ce poste, mais accepte plutôt la chaire de mathématiques appliquées à l'université de Leeds, qu'il a occupé jusqu'en 1986.
Ensuite, il retourne à Cambridge, comme professeur de mathématiques appliquées où il prend la succession de George Batchelor.
Plus tard, il devient un maître du Jesus College de Cambridge (1997-2000), et il y dirige le département de mathématiques appliquées et de physique théorique (DAMTP), où Stephen Hawking a travaillé, à Cambridge de 1991 à 2000, où il a été tenu en haute estime par la faculté et les étudiants.
Il est rédacteur du Journal of Fluid Mechanics de 1996 à 2000.
Outre ses travaux mathématiques, Crighton était un passionné de la musique de Richard Wagner, ainsi que de la musique pour piano.

## Travaux
Les sujets d'intérêts scientifiques de Crighton concernent principalement la théorie des ondes et l'aéroacoustique, ainsi que certains domaines de la mécanique des fluides. Il a publié plus de 120 articles et un livre.[réf. nécessaire]
Dans son premier article, Crighton étudie l'onde sonore associée à un écoulement turbulent sur une surface discontinue formée par deux plans semi-infinis flexibles. Au fil des ans, il a travaillé de façon assez large dans les domaines de l'acoustique, de la théorie des équations et des systèmes quasi-diabatiques, dont les solitons. Ses travaux portent également sur l'équation de Burgers généralisée et la théorie de la diffusion inverse (en).

## Prix et distinctions
Son travail a été reconnu par l'attribution de la médaille Rayleigh (en) de l'Institut d'acoustique (en), la médaille d'or Par-Bruel de l'American Society of Mechanical Engineers et le prix Otto Laporte de la Société américaine de physique. En 1995, il est lauréat de la médaille Carl-Friedrich-Gauß.
Il est également Fellow de la Royal Society en 1993 et il est membre de l'Académie américaine des arts et des sciences depuis 1998.

## Médaille David-Crighton
L'Institute of Mathematics and its Applications (IMA) et la London Mathematical Society ont institué cette médaille en 2002 en son honneur.